# Once Upon A...
Once Upon A... è una raccolta del gruppo musicale statunitense Cinderella, pubblicata il 20 maggio 1997 dalla Mercury Records.
L'album raccoglie i maggiori successi della band e presenta inoltre due tracce inedite:  War Stories, scritta con la collaborazione del noto compositore Desmond Child, e Move Over, una cover di Janis Joplin già apparsa nella compilation Stairway to Heaven/Highway to Hell nel 1991 ma inedita in un album dei Cinderella. La versione giapponese presenta anche le due tracce bonus Night Songs e Push, Push.

## Tracce
Tutte le canzoni sono state composte da Tom Keifer, eccetto dove indicato.
1. Shake Me – 3:43
2. Nobody's Fool – 4:48
3. Somebody Save Me – 3:14
4. Gypsy Road – 3:54
5. Don't Know What You Got (Till It's Gone) – 5:54
6. The Last Mile – 3:49
7. Coming Home – 4:56
8. Shelter Me – 4:47
9. Heartbreak Station – 4:30
10. The More Things Change – 4:21
11. Love's Got Me Doin' Time – 5:20 (Keifer, Eric Brittingham)
12. Hot and Bothered – 3:57 (Keifer, Brittingham)
13. Through the Rain – 5:06 (Keifer)
14. War Stories – 5:00 (Keifer, Desmond Child)
15. Move Over – 3:45 (Janis Joplin)

Tracce bonus dell'edizione giapponese
1. Night Songs – 4:03
2. Push, Push – 2:51

## Formazione
- Tom Keifer – voce, chitarre, pianoforte, armonica
- Jeff LaBar – chitarre, basso
- Eric Brittingham – basso
- Fred Coury – batteria, percussioni